# Socket AM1
El Socket AM1 (formalmente FS1b), es un socket diseñado por AMD lanzado en abril de 2014, orientado a los SoCs del segmento de escritorios. AM1 está destinado a CPUs que lleven integrado una GPU y un chipset, esencialmente formando una implementación completa de SoC, y como tal tiene pines para pantalla, PCI Express, SATA y otras interfaces de E/S directamente en el socket. Las primeras CPU compatibles de AMD, designadas como APU, son 4 chips con conexión en la familia Kabini family (microarquitectura Jaguar), anunciado el 9 de abril de 2014.
Las marcas comerciales que usan este socket son las CPUs Athlon y Sempron. Las microarquitecturas subyacentes son Jaguar y Puma. Todos los productos son SoC, esto significa que el Chipset está la APU y no en la placa base.
Mientras que las CPU móviles AMD están disponibles en un paquete de 722 pines Socket FS1, pno se asegura su compatibilidad con el Socket AM1 o viceversa.
Su contraparte para dispositivos móviles es el Socket FT3 (BGA-769).
Al menos una placa es soportada por coreboot.